# Mikkel Beckmann
Mikkel Beckmann, född 24 oktober 1983 i Virum, är en dansk fotbollsspelare som spelar som Forward/mittfältare för Hobro IK.
Han var med i Danmarks trupp vid VM i fotboll 2010.